# Riesenabendsegler
Der Riesenabendsegler (Nyctalus lasiopterus) ist die größte europäische Fledermaus und gehört zur Familie der Glattnasen (Vespertilionidae). Riesenabendsegler jagen vor allem im Herbst regelmäßig ziehende Kleinvögel, die vermutlich im freien Luftraum erbeutet werden.

## Beschreibung
Das Fell der Tiere ist rotbraun und vergleichsweise lang, im Nacken fast mähnenartig; die Unterseite ist mittel- bis gelbbraun. Auf der Flügelunterseite erstreckt sich die Behaarung weit entlang des Unterarms und auf die angrenzende Flughaut. Die Ohren sind breiter und mit 21 bis 26 Millimetern Länge deutlich größer als die der anderen Nyctalus-Arten; sie besitzen einen pilzförmigen Tragus.
Riesenabendsegler haben eine Kopf-Rumpf-Länge von rund 80 bis 104 Millimetern. Zusammen mit dem Schwanz von 55 bis 65 Millimeter Länge sind die Tiere fast handspannenlang. Die schmalen Flügel erlauben einen schnellen, wendigen Flug. Die Flügelspannweite beträgt 40 bis 47 Zentimeter, das Gewicht 41 bis 76 Gramm.
Die Tiere stoßen Orientierungsrufe mit einer Frequenz von 14 bis 20 kHz aus. Das ist etwas tiefer als beim Großen Abendsegler (17 bis 25 kHz) und deutlich tiefer als beim Kleinen Abendsegler (22 bis 27 kHz). Besonders charakteristisch sind zweisilbige Rufe, die sich im Bat-Detektor wie „Plip-Plop“ anhören, da der erste Ton eine Frequenz von 17 kHz, der zweite eine von 14 bis 15 kHz besitzt.

## Verbreitung und Vorkommen

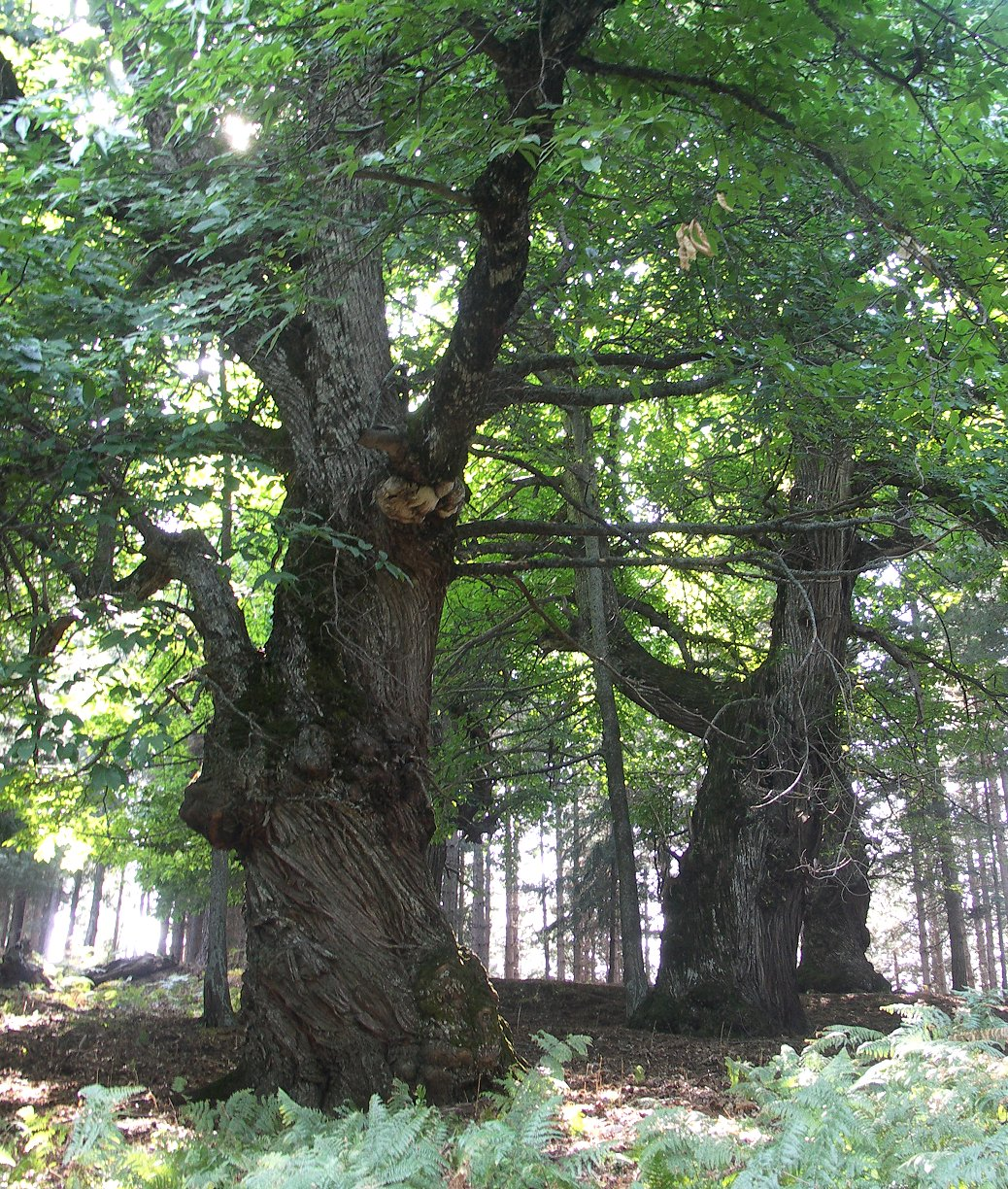
Häufigster Lebensraum: Mischwälder mit höhlenreichen Altbäumen (hier: Edelkastanien)

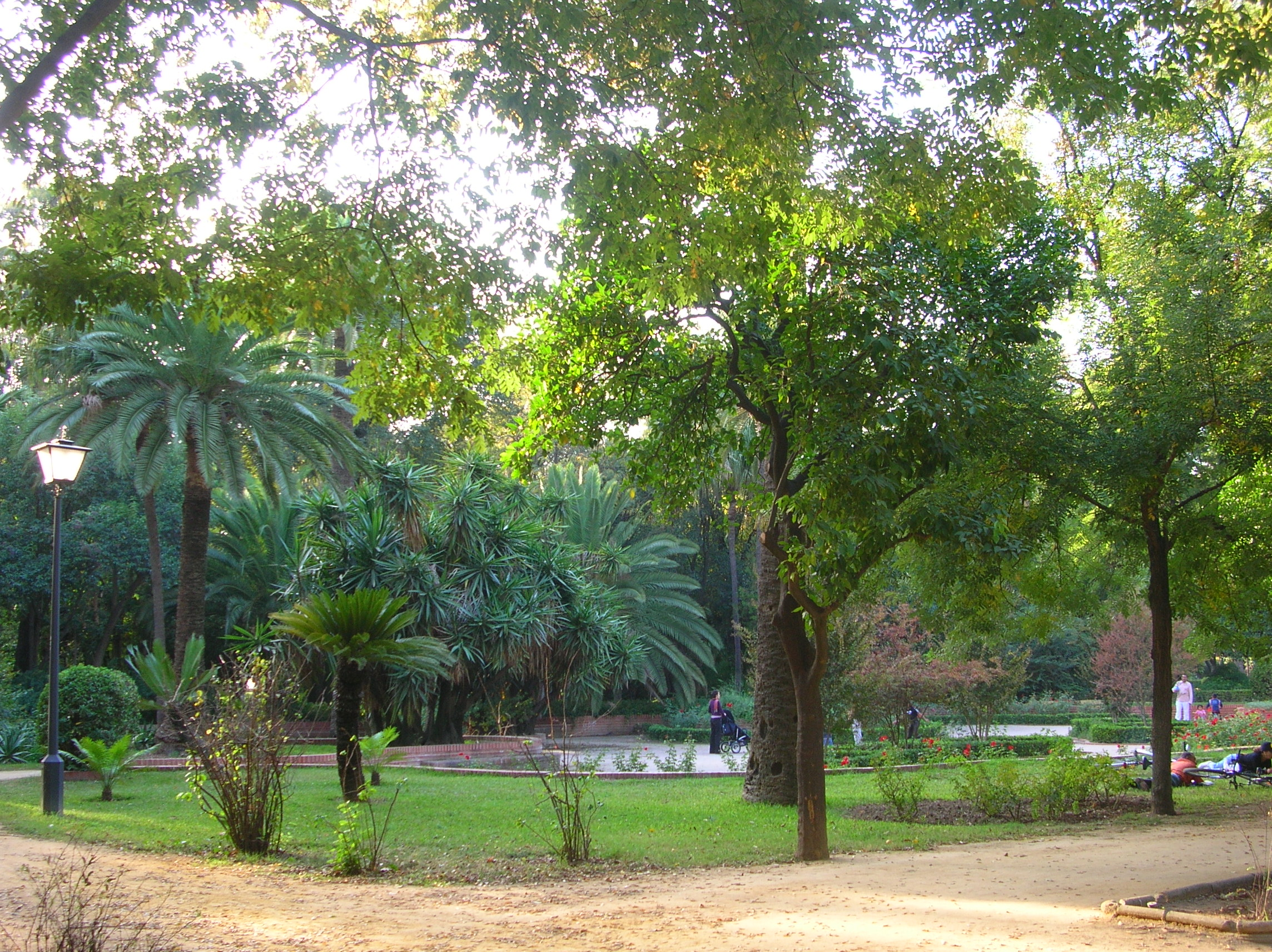
Der Maria-Luisa-Park in Sevilla beherbergt eine bekannte Kolonie des Riesenabendseglers

Der Riesenabendsegler ist in Süd- und Osteuropa, in Nordafrika sowie in Vorder- und Zentralasien verbreitet, aber überall nur inselartig und in sehr geringer Dichte nachgewiesen. Das europäische Areal erstreckt sich von der Iberischen Halbinsel. über Frankreich, Italien, die Balkanländer bis nach Griechenland und zur Türkei. Die Nordgrenze der Verbreitung läuft durch Tschechien, die Slowakei und Ungarn. Bei Nachweisen aus der Schweiz, Deutschland und Polen dürfte es sich um Irrgäste oder umherstreifende Tiere handeln. In Osteuropa geht die Art fast bis zum 55° nördlicher Breite und ostwärts bis zum Ural. In Nordafrika ist sie aus Marokko und Libyen nachgewiesen, Angaben aus Algerien bedürfen der Bestätigung. In Asien reicht das Verbreitungsgebiet bis Kasachstan, Usbekistan und in den Norden des Iran.
Frühere Angaben über Vorkommen in China und Japan beziehen sich auf Nyctalus aviator, der lange als Unterart des Riesenabendseglers betrachtet wurde. Molekularbiologische Untersuchen haben jedoch gezeigt, dass es sich um eine eigene Art handelt, die sehr wahrscheinlich nicht näher mit Nyctalus lasiopterus verwandt ist.
Der Riesenabendsegler bewohnt altholzreiche Laub- und Mischwälder von Meeresniveau bis auf fast 1.400 m Höhe. Aus Osteuropa sind auch Beobachtungen aus reinen Nadelwäldern beschrieben, die von Wiesen und offenen Bachtälern gegliedert sind.
Normalerweise ruhen Riesenabendsegler tagsüber in Baumhöhlen, manchmal auch in Kunsthöhlen oder Felsklüften. Beobachtungen in Gebäuden sind eine seltene Ausnahme. Für den Winterschlaf werden Höhlen oder Stollen aufgesucht.
In Gebieten, in denen alte Wälder selten geworden sind oder fehlen, ist die Art in Parkanlagen mit altem Baumbestand ausgewichen, so in Sevilla in Südspanien. Dort existiert eine Kolonie im Maria-Luisa-Park, wo die Tiere Höhlen in Schnurbäumen, Gleditschien und Platanen bewohnen. Teilweise befinden sich die Wochenstuben auch unter den herabhängenden Blattwedeln von Petticoat-Palmen (Washingtonia filifera).
Die nördlichen Populationen führen im Herbst südwärts gerichtete Wanderungen durch. Dabei wurden sie auch auf Alpenpässen in einer Höhe von knapp unter 2.000 Meter angetroffen.

## Ernährung

Riesenabendsegler aus Die Säugethiere in Abbildungen nach der Natur mit Beschreibungen von J.C. von Schreber

Der Riesenabendsegler gilt in Bezug auf sein Nahrungsspektrum als Opportunist. Nahrungsgrundlage sind unterschiedlichste Großinsekten wie Nachtfalter, Käfer, Schnaken und Netzflügler. Diese bilden zwischen Mitte Mai und August die einzige Nahrung. Besonders zur Zeit des Vogelzuges im Frühherbst werden neben Insekten regelmäßig Singvögel gefressen. Ihr Gewichtsanteil an den Beutetieren ist vor allem dort hoch, wo sich der Kleinvogelzug konzentriert. Überwiegend handelt es sich um unerfahrene (diesjährige) Vögel, die den Zugweg zum ersten Mal antreten. Auch während des Frühjahrszuges werden Vögel gefressen, doch liegt ihre Zahl deutlich unter den Spitzen des Herbstzuges.
Die Vögel werden vermutlich im Flug erbeutet und gefressen, zum Jagdverhalten (Höhe, Stoßrichtung, Greiftechnik) liegen jedoch noch keine Erkenntnisse vor. Als Beutetiere nachgewiesen sind unter anderem Rotkehlchen, Zilpzalp, Grasmücken und Rotschwänze. Abgesehen von der abweichenden Tagesrhythmik gibt es hinsichtlich der Nutzung dieser Ressource auffallende Parallelen zu Eleonorenfalken und Schieferfalken, die ebenfalls in Meeresnähe ziehende Kleinvögel jagen.
Knochen und Federn der gefressenen Vögel finden sich regelmäßig im Kot. Kotuntersuchungen aus der Toskana (Schutzgebiet Pian di Novello) zwischen 1995 und 1997 führten auch erstmals zu konkreten Hinweisen auf Vögel als Beute, nachdem es bereits früher Vermutungen darüber gegeben hatte. Einige Wissenschaftler zweifelten jedoch an der Richtigkeit der Schlussfolgerungen. Die Fledermäuse könnten in der Luft schwebende Mauserfedern von Kleinvögeln für langsam fliegende Insekten gehalten und diese irrtümlich verspeist haben. Der eindeutige Nachweis der gezielten Vogeljagd gelang im Rahmen einer größer angelegten Untersuchung an zwei Populationen in Sevilla und in der Coto de Doñana (Südspanien), bei der man Blutproben der Fledermäuse mit Gewebeproben von Insekten und Vögeln verglich. Insektengewebe weist ein anderes Verhältnis von Kohlenstoff- und Stickstoffisotopen auf als Vogelgewebe. Fledermäuse, die Vögel gefressen haben, lassen sich deshalb anhand charakteristischer Isotopenkonzentrationen von solchen Artgenossen unterscheiden, die nur Insekten gefressen haben.

## Fortpflanzung
Die Weibchen werden bereits mit vier Monaten geschlechtsreif. Wie bei vielen anderen europäischen Fledermausarten erfolgt die Paarung zwischen September und Anfang Oktober. Die Kolonien bestehen in der Regel aus 10 bis 20 Weibchen; in Ausnahmefällen wurden deutlich größere Wochenstuben gefunden (max. 66 Tiere). Zwischen Ende Mai und Anfang Juli bringen die Weibchen zwei Junge zur Welt. Das Geburtsgewicht beträgt 5 bis 7 Gramm. Nach 40 Tagen sind die Jungtiere flugfähig.

## Name
Der Riesenabendsegler wurde im Jahr 1780 von Johann Christian von Schreber wissenschaftlich als Vespertilio lasiopterus und auf Deutsch als „die Fledermaus mit behaarten Fittigen“ benannt (lasius = zottig, pterus = geflügelt). Die Beschreibung erschien in dem umfangreichen säugetierkundlichen Werk von Eberhard August Wilhelm von Zimmermann „Geographische Beschreibung des Menschen und der vierfüßigen Tiere“ (Bd. 2: 412) und beruhte auf Exemplaren aus der Toskana. Nach der Aufstellung der Gattung Nyctalus durch Thomas Edward Bowdich im Jahr 1825 lautet der korrekte Name Nyctalus lasiopterus.

## Riesenabendsegler und Halsbandsittich
Im María Luisa Park in Sevilla wurde beobachtet, wie der Bestand vom Großer Abendsegler stark zurückging, als der Bestand von Halsbandsittichen um das 20-fache anstieg. Diese Korrelation und die Beobachtung, dass Halsbandsittiche die Baumhöhlen von den Fledermäusen nutzten, wird von den Autoren als möglicher Dezimierungsgrund der Art in diesem Park angesehen. In 14 Jahren ging die Zahl der vom Riesenabendsegler besetzten Baumhöhlen um 81 % zurück. Eine räumliche Analyse der Baumhöhlennutzung zeigte, dass diese versuchten, Höhlen in der Nähe von Sittichen zu meiden. Im Rheinland wurden auffälligen Bisswunden bei Fledermäusen, die in der Nähe von Halsbandsittichbruthöhlen gefangen wurden, festgestellt. Genauer Untersuchungen dazu fehlen aber bisher.

### Weitere Literatur
- C. Dietz, O. von Helversen, D. Nill: Handbuch der Fledermäuse Europas und Nordwestafrikas: Biologie, Kennzeichen, Gefährdung. Kosmos-Verlag, Stuttgart 2007, ISBN 3-440-09693-9.
- G. Dondini, S. Vergari: Carnivory in the greater noctule bat (Nyctalus lasiopterus) in Italy. Journal of Zoology 251, 2000, S. 233–236.
- I. Horacek, V. Hanak, J. Gaisler: Bats of the palearctic region: A taxonomic and biogeographic review. Proceedings of the VIIIth EBRS 1, 2000, S. 11–157. Kraków. natur.cuni.cz (Memento vom 20. Juli 2007 im Internet Archive) (PDF).
- C. Ibáñez, A. Guillén, W. Bogdanowicz: Nyctalus lasiopterus (Schreber, 1780) – Riesenabendsegler. In:  J. Niethammer, F. Krapp (Hrsg.): Handbuch der Säugetiere Europas, Band 4 (2). Aula-Verlag, Wiesbaden 2004, ISBN 3-89104-639-1, S. 695–716.
- C. Ibáñez, J. Juste, J. L. García-Mudarra, P. T. Agirre-Mendi: Bat predation on nocturnally migrating birds. In: Proceedings of the National Academy of Sciences 98, 2001, S. 9700–9702. pnas.or Diskussion (PDF; 119 kB)
- A.G. Popa-Lisseanu, F. Bontadina, O. Mora, C. Ibáñez: Highly structured fission-fusion societies in an aerial-hawking, carnivorous bat. In: Animal Behaviour (im Druck), 2007, swild.ch (PDF; 309 kB)